# Ernst Pernoll
Ernst Pernoll (* 27. November 1902 in Wedel; † 15. Juli 1959 in St. Johann in Tirol) war ein deutscher Politiker der CDU.

## Leben und Beruf
Nach dem Besuch von Volks- und Mittelschule absolvierte Pernoll, der evangelischen Glaubens war, ein Lehrerseminar. Er arbeitete jedoch nicht als Pädagoge, sondern wechselte ins Bankfach. So war er zum Beispiel von 1924 bis 1929 als Effektenhändler an der Berliner Wertpapierbörse tätig. Anschließend wurde er Geschäftsführer des mitteldeutschen Bauernbundes im Bezirk Altmark. Nach kurzer freiberuflicher Tätigkeit seit 1933 war er von 1935 bis 1939 Abteilungsleiter bei den Ilo-Werken in Pinneberg. Im Zweiten Weltkrieg diente er als Soldat, zuletzt als Leutnant.
Pernoll war 1946 an der Gründung des Bauernverbandes Hamburg beteiligt, dessen Hauptgeschäftsführer er später wurde. In dieser Eigenschaft war er auch Schriftleiter der Zeitung Bauern und Gärtner. Zudem war er auch Mitbegründer der Arbeitsgemeinschaft Landwirtschaft / Gewerbliche Wirtschaft Hamburg und Vorstandsmitglied des Hamburger Mittelstandsblockes.
Nach ihm ist die Ernst-Pernoll-Straße in Munster benannt.

## Abgeordneter
Pernoll gehörte von 1953 bis 1957 der Hamburgischen Bürgerschaft und von 1957 bis zu seinem Tode dem Deutschen Bundestag an. In letzterem vertrat er den Wahlkreis Harburg - Soltau.